# Anisodes sublunata
Anisodes sublunata är en fjärilsart som beskrevs av Swinhoe 1904. Anisodes sublunata ingår i släktet Anisodes och familjen mätare. Inga underarter finns listade i Catalogue of Life.